# Stele a parole crociate di Paser
La stele a parole crociate di Paser è una stele egizia in calcare risalente alla XX dinastia, costruita da Paser attorno al 1150 a.C., durante il regno di Ramses VI.
Il testo della stele è un inno alla dea Mut. È scritto in modo da leggersi orizzontalmente, verticalmente e lungo il perimetro. Il testo utilizza una complessa struttura di singoli geroglifici e quadrati di glifi, oltre a speciali utilizzi di geroglifici, giochi di parole e doppi sensi, tecniche molto popolari nell'antico Egitto. Lo stile a parole crociate era originariamente dipinto di blu; i geroglifici erano incisi.
In origine la stele era formata da un rettangolo verticale di 67x80 linee, oggi danneggiato, soprattutto alla base e sul lato destro. Un quadrato di circa 50 linee di lato è oggi in condizioni sufficienti da permetterne la lettura; altre parti hanno grandi lacune, ma alcune parti possono essere parzialmente ricostruite.
La lettura della griglia parte dall'angolo in alto a destra, da destra a sinistra, nell'angolo mancante della stele. Nella griglia venivano utilizzati separatori per dividere le righe.

## Descrizione
La stele è composta da un blocco di calcare alto 112 cm, largo 84.5 cm e spesso 11.5 cm. Una riga di dei in piedi orna la parte sopra i geroglifici. Gli dei in piedi sono rivolti probabilmente verso la dea Mut. La stele è firmata "Paser, Verità della Voce".
La stele è esposta presso il British Museum (numero di catalogo EA 194). Fu scoperta nelle vicinanze del Grande tempio di Amon, nel Complesso templare di Karnak, da Giovanni Battista Belzoni.

## Testo d'esempio, blocco orizzontale e verticale
Blocco d'esempio:
| (fila | No | \| \| | 1) | O29 · t · a | (1) | G25 | N5 | (2) | N8 | (3) | S29 | V24 | (4) | I10 · N5 | (blocco | 5 | (colonna | 42)) |
|       |    |       |    |             |     |     |    |     |    |     |     |     |     |          |         |   |          |      |

|  |
| (fila | No | \| \| | 2) | F9 · F9 · t · a | (1) | D10 · t | (2) | S29 | V24 | (3) | I10 · N5 | (4) | N35 · O34 | (blocco | 5) |
|       |    |       |    |                 |     |         |     |     |     |     |          |     |           |         |    |

|  |
| (fila | No | \| \| | 3) | m | (1) | ( | ) | (2) | I10 · N5 | (3) | N35 · O34 | (4) | N17 · N17 · N14 | (blocco | 5) |
|       |    |       |    |   |     |   |   |     |          |     |           |     |                 |         |    |

|  |
| (fila | No | \| \| | 4) | N5 · t · f | (1) | D2 | Z1 | (2) | N5 · r · a | (3) | C2 | (4) | G3 | (blocco | 5) |
|       |    |       |    |            |     |    |    |     |            |     |    |     |    |         |    |

|  |
Le colonne verticali riprodotte provengono dalle colonne 38-42, (ovvero i blocchi dall'uno al cinque), in cui si legge l'inno a Mut dalla prima riga verso il basso.
Dato che la stele si legge da destra a sinistra, il blocco 5 corrisponde alla colonna 42, il blocco 1 alla 38.

### Le quattro righe orizzontali, (Inno 1 di 3)
Le quattro righe vengono tradotte nel seguente modo:
Italiano
"...grande (di) radianza, che illumina..."
"...forza; (il suo) occhio, esso illumina..."
"...come illuminatore del (suo?); Le Due Terre (e l') Oltretomba..."
"...alla presenza del dio sole che vede..."

### I primi quattro blocchi, colonne 38-42, (Inno 2 di 3)
I primi quattro blocchi delle colonne 38-42 vengono tradotti: (si leggono verso il basso)
Italiano
38–"...grande (di) forza alla presenza di..."
39–"...radiante; l'occhio che illumina la faccia..."
40–"...il dio sole illumina..."
41–"...il dio sole illumina per lei..."
42–"...Lei (Mut) ha illuminato le Due Terre all'inizio..."

### Equivalenti dei geroglifici traslitterati (approssimati)
Righe dalla uno alla quattro, colonne 38-42 e loro equivalenti:
| N8 |

| N8 |

| G17 |

| G17 |

| C2 |

| C2 |

Dal momento che la Lista di geroglifici di Gardiner li rappresenta solo rivolti verso sinistra, la tabella è speculare rispetto alla stele di Paser